# Punaminerare
Punaminerare (Geositta punensis) är en fågel i familjen ugnfåglar inom ordningen tättingar.

## Utbredning
Den förekommer i Anderna, från sydligaste Peru till västra Bolivia, norra Chile och nordvästra Argentina.

## Status
IUCN kategoriserar arten som livskraftig.

## Namn
Puna är en naturtyp med bergsslätter och ödemarker i de centrala delarna av Anderna i Sydamerika.